# キャヴァーン・クラブ
キャヴァーン・クラブ（英: The Cavern Club）は、イギリス、リヴァプールのマシュー・ストリート10番のナイトクラブ。
1957年1月16日にジャズ・クラブとして開業し、1960年代にはリヴァプールにおけるロックンロール界の中心地となった。ビートルズも活動初期にここで演奏していた
1973年3月に閉店した後、1984年4月26日に開業当時のレンガ、設計図を用いて再建、再開された。

## 歴史

### 開業初期
パリのジャズ・クラブ密集地区に触発されたアラン・スタイナー(Alan Sytner)が開業した。パリのジャズ・クラブ密集地区では、地下室を利用した多くのクラブが営業していた。スタイナーはリヴァプールに戻ると、パリのジャズ・クラブ、カヴォー・ドゥ・ラ・ユシェットのようなクラブを開業しようと考え、やがて自分の理想に合うトンネルやアーチ型天井のある地下室を見つけ出した。この地下室は第二次世界大戦中に防空壕として使用されていたものであった。1957年1月16日の開業後にここで最初に演奏したのは、マージーシッピ・ジャズ・バンド(the Merseysippi Jazz Band)という地元のジャズ・バンドであった。
ジャズ・クラブとして開業したキャヴァーン・クラブは、やがてスキッフル・バンドのたまり場になっていった。スタイナーの父、ジョゼフ・スタイナー(Dr. Joseph Sytner )は、一緒にゴルフをしていたナイジェル・ホエイリーから、息子の経営するキャヴァーン・クラブにクオリーメン（ビートルズの前身のスキッフル・バンド）を出演させてほしいと依頼された。ホエイリーは15歳でゴルフのプロ修業のために学校を辞めており、クオリーメンでティーチェスト・バスを担当していた。スタイナーは、まずバンドがゴルフ場で演奏して才能の程を見せるよう提案した。ゴルフ場での演奏の1週間後、スタイナーはホエイリーに電話して1957年8月7日、2つのジャズ・バンドの演奏の幕間にクオリーメンを演奏させることを約束した。
当時キャヴァーン・クラブではスキッフルの演奏は許容されていたが、ロックンロールの演奏は論外だと看做されており、演奏前にクオリーメンのメンバー間で演奏曲目についての議論が行われた。最初の曲はスキッフルを演奏したものの、ジョン・レノンが他のメンバーに向かって、次にエルヴィス・プレスリーの『冷たくしないで』をやろうと言い出した。 バンジョー担当のロッド・デイヴィス(Rod Davis)は、「観客達に生きたまま喰われるぞ」と警告したが、レノンは無視してその曲を始め、他のメンバーにも付いて来るよう強要した。途中、観客をかき分けてやって来たスタイナーは、レノンに「そのひどいロックンロールをやめろ」と書いたメモを渡した。 ポール・マッカートニーがクオリーメンに加入して最初にキャヴァーン・クラブで演奏したのは1958年1月24日であった。また、ジョージ・ハリスンの最初の出演は1961年2月9日のランチタイム・セッションであった。
スタイナーはキャヴァーン・クラブを1959年にレイ・マクフォールへ売却し、ロンドンに転居した。1960年代の初めには、ブルースやビート・ミュージックのバンドがキャヴァーン・クラブに定期的に出演するようになっていた。最初にここで開催されたビート・ミュージックのステージ (Beat night) は、1960年5月25日のことであり、まだリンゴ・スターがドラマーとして在籍していた「ロリー・ストーム・アンド・ザ・ハリケーンズ」 も演奏した。1961年初めには、地元のDJで、後にビートルズをブライアン・エプスタインに引き合わせたことで有名になるボブ・ウーラーが、1961年1月から1962年2月まで292回のステージ司会を務めることとなる。
ビートルズのキャヴァーン・クラブでの初出演は1961年1月であった。後にビートルズのマネージャーとなり、バンドの最初のレコーディング契約を取り付けたブライアン・エプスタインが、ここで彼らの演奏を最初に見たのは1961年11月9日であった。ビートルズに感銘を受けたエプスタインは、彼らのマネージャーを引き受けることにした。

### ビートルズとその他の出演者

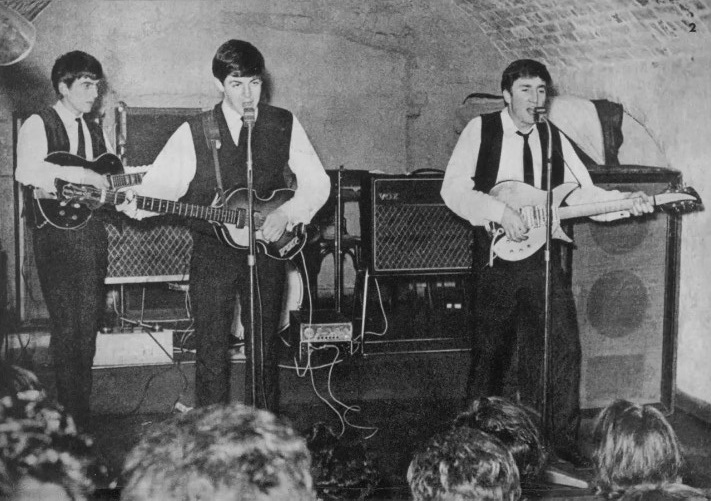
ビートルズ、1962年

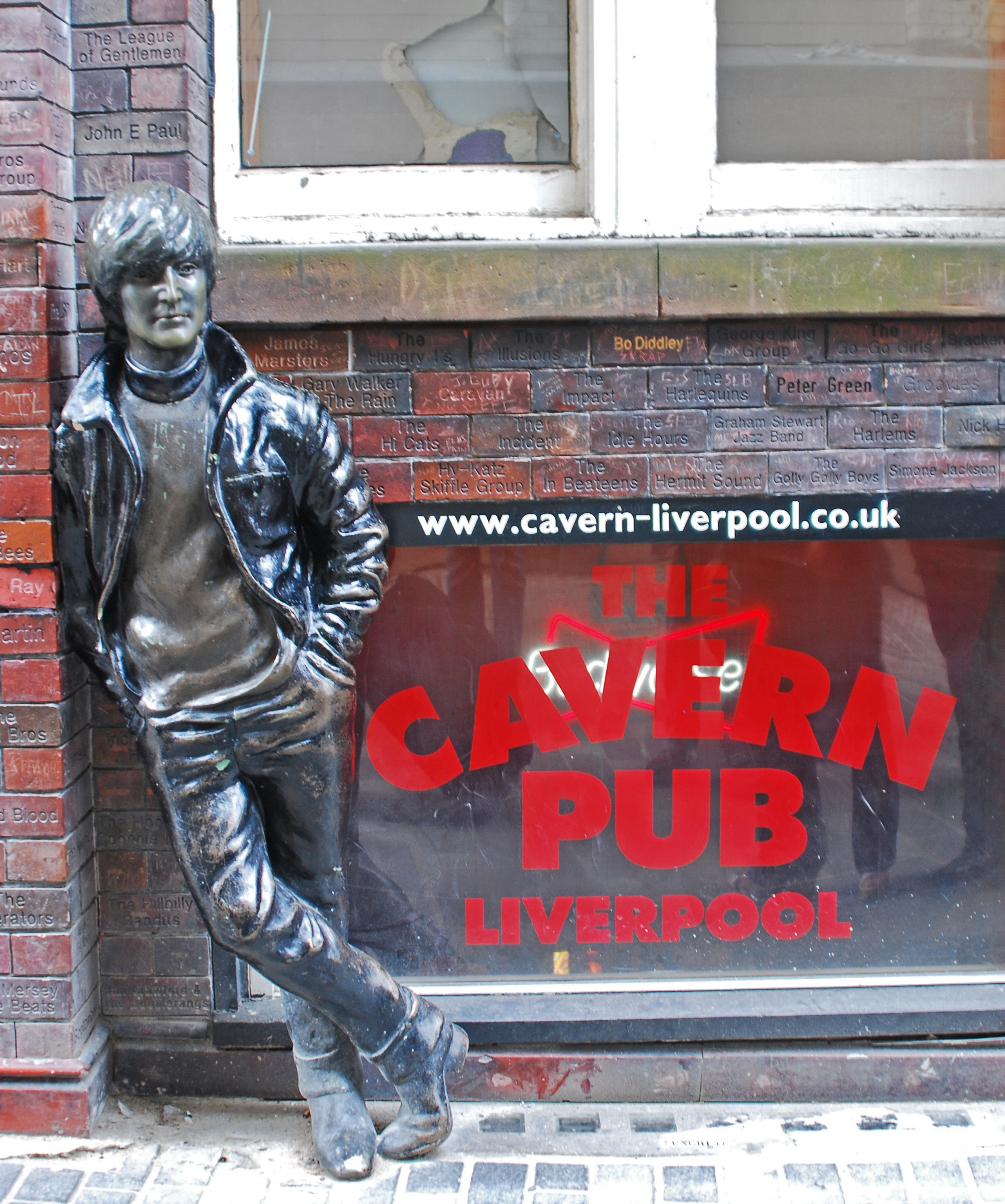
キャヴァーン・クラブの向かいにあるパブ キャヴァーン・パブの外で、1997年1月16日に除幕式が行われたジョン・レノンの像

1961年2月9日のキャヴァーン・クラブでの初出演の時、ビートルズはすでに西ドイツのハンブルクの「インドラ」(Indra) や「カイザーケラー」といったクラブでの出演を終えてリヴァプールに帰ってきたところであった。彼らのステージのスタイルは大きく変化しており、彼らの出演が決定したのもまだハンブルクにいる時のことであったため、聴衆の中には彼らがドイツのバンドであると勘違いする者もいた。1961年から1963年まで、ビートルズはキャヴァーン・クラブに出演したが、最後の出演は1963年8月23日であり、『 シー・ラヴズ・ユー 』のレコーディングから1ヶ月後、最初のアメリカ公演に出発する6か月前のことであった。その頃にはすでに、「ビートルマニア」という彼らの熱狂的なファンを指す造語が生まれてイギリス中で使われ始めており、彼らを一目でも見たいと願う少女達が金切り声を上げて騒ぎになる状況であった。そのためジョン、ポール、ジョージ、リンゴの4人は、ファンに捕まえられないよう、出演時にはこっそりと隠れて出入りしなければならなくなり、キャヴァーン・クラブのような小さなクラブでは、聴衆の要求にも応えきれなくなっていた。1963年8月3日のビートルズのキャヴァーン・クラブでの最後の出演の後、ボブ・ウーラーはビートルズの出演枠を地元のR & Bバンド、「ザ・マスターサウンズ」(the Mastersounds) に割り当てた。ビートルズがキャヴァーン・クラブの出演を終えた頃には既に、EMIのパーロフォンレーベルのレコード・プロデューサー、ジョージ・マーティンとレコーディング契約を結んでいたが、このようなリヴァプールやマンチェスターにおける音楽業界の活発な動きは、それまでロンドンから離れた地域では活動していなかったレコード・プロデューサー達の眼を、イギリス北部の地域に向けさせることになった。
続く10年間、キャヴァーン・クラブに他にも多くの著名なアーティスト達が出演した。その中には、ローリング・ストーンズやヤードバーズ、ホリーズ、キンクス、エルトン・ジョン、クイーン、ザ・フー、ジョン・リー・フッカー等がいる。まだ無名時代のシラ・ブラックも、ここでクローク係として働いた。キャヴァーン・クラブは1973年3月に閉店し、マージーサイドの鉄道会社マージー・レールの地下路線の建設現場になった。閉店数日前にここで最後に演奏したのはオランダのバンド、フォーカスであった。

### 現在

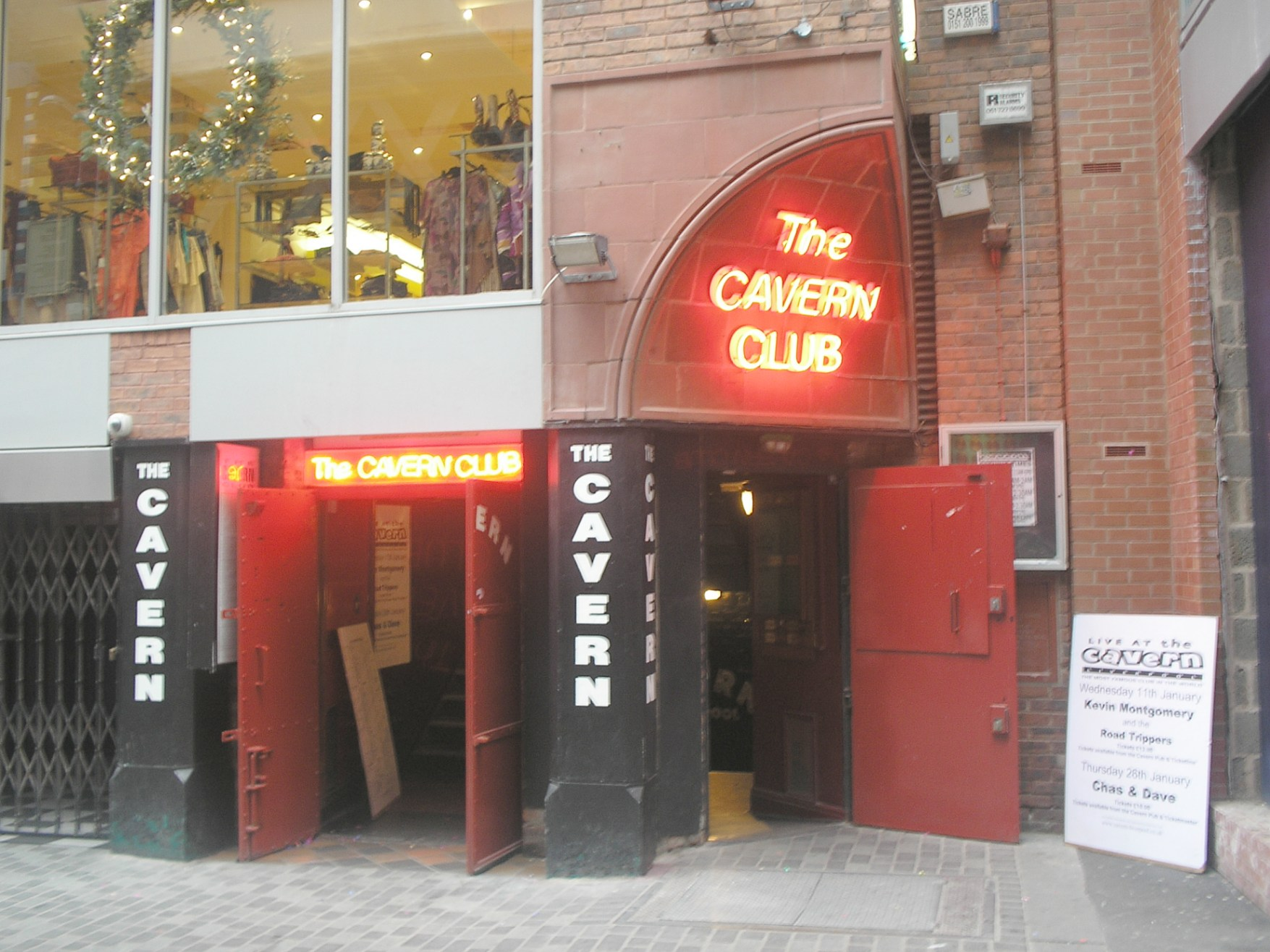
再開された新しいキャヴァーン・クラブの外観、2006年1月

1984年4月に、クラブの所有権をリヴァプールFCのサッカー選手、トミー・スミスが取得した。クラブは開業当時のレンガを用いて再建された。新しいデザインも可能な限り開業当時のものに似せて作られた。しかしこの頃は、リヴァプールの内外で経済的、政治的にも大きな変化のあった困難な時期であり、再開したクラブも経済的に圧迫され、1989年までしか続かなかった。 1991年
には、学校教員のビル・ヘックル(Bill Heckle)とタクシー運転手のデーヴ・ジョーンズ(Dave Jones)の2人がキャヴァーン・クラブを再開させた。友人同士の彼らは今日もクラブの営業を続けており、キャヴァーン・クラブの歴史の中で最も永くオーナーとなっている。世界的にも有名な観光地となったにもかかわらず、キャヴァーン・クラブは第一義的には音楽クラブであるというその性質は変わっていない。しかし、演奏される音楽に対する方針は60年代から90年代の間に、典型的なポップスからインディーズやロック、最新ヒットチャートまでと、年代により変化を続けている。
1999年12月14日には、元ビートルズのポール・マッカートニーが、その年発表した自身の最新アルバム「ラン・デヴィル・ラン」のプロモーションを兼ねたツアー公演の最後の公演を、新しく開業したキャヴァーン・クラブで行った。現在キャヴァーン・クラブで演奏しているバンドは、大半が自分達のオリジナル曲を演奏するバンドだが、中にはトリビュート・バンドもおり、1週間で合わせて約40組が出演している。クラブの奥の部屋ではツアー公演のステージや有料イベントが非常に頻繁に開催されており、近年ではザ・ウォンテッドやアデル、ジェシー・Jらも出演している。また、キャヴァーン・クラブは、ツアー公演のウォーム・アップ公演が、開催日ぎりぎりまで発表されないシークレット・ライブとして行われる会場にもなっている。このような形では2005年10月にアークティック・モンキーズ が、2013年11月にジェイク・バグがそれぞれ公演を行っており、彼らより前に トラヴィス、オアシスも同様の公演を行っている。
クラブの外側の部屋は観光スポットとなっており、観光客は、ここで演奏した出演者達の名前が後ろの壁に書かれた著名な舞台で写真を撮ることもできる。この部屋では、毎週月曜日から木曜日までは午後2時から午前0時まで、金曜日から日曜日までは午後12時から閉店時間までライブが開催されている。2005年11月から2007年9月の間、この部屋では「キャヴァーン・ショーケース」(the Cavern Showcase)というイベントが開催されている。これは60年代に活躍したキングサイズ・テーラー・アンド・ザ・ドミノズのキングサイズ・テーラー(Ted "Kingsize" Taylor)とその妻マーガ(Marga)、そして彼らの親友でギタリスト、歌手のウェス・ポール(Wes Paul)により主催されたもので、毎週日曜日、ザ・モジョやジ・アンダーテイカーズ等、60年代にマージーサイドで活躍したバンドによる生演奏が披露されていた。
2008年11月、性犯罪により服役したミュージシャンの名前の入ったレンガを撤去するキャンペーンが行われ、ゲイリー・グリッターとジョナサン・キングの名前の入ったレンガが撤去された。
2018年、キャヴァーン・クラブはイギリスの歴史的建造物ベスト10に選ばれた。

## トリビュート

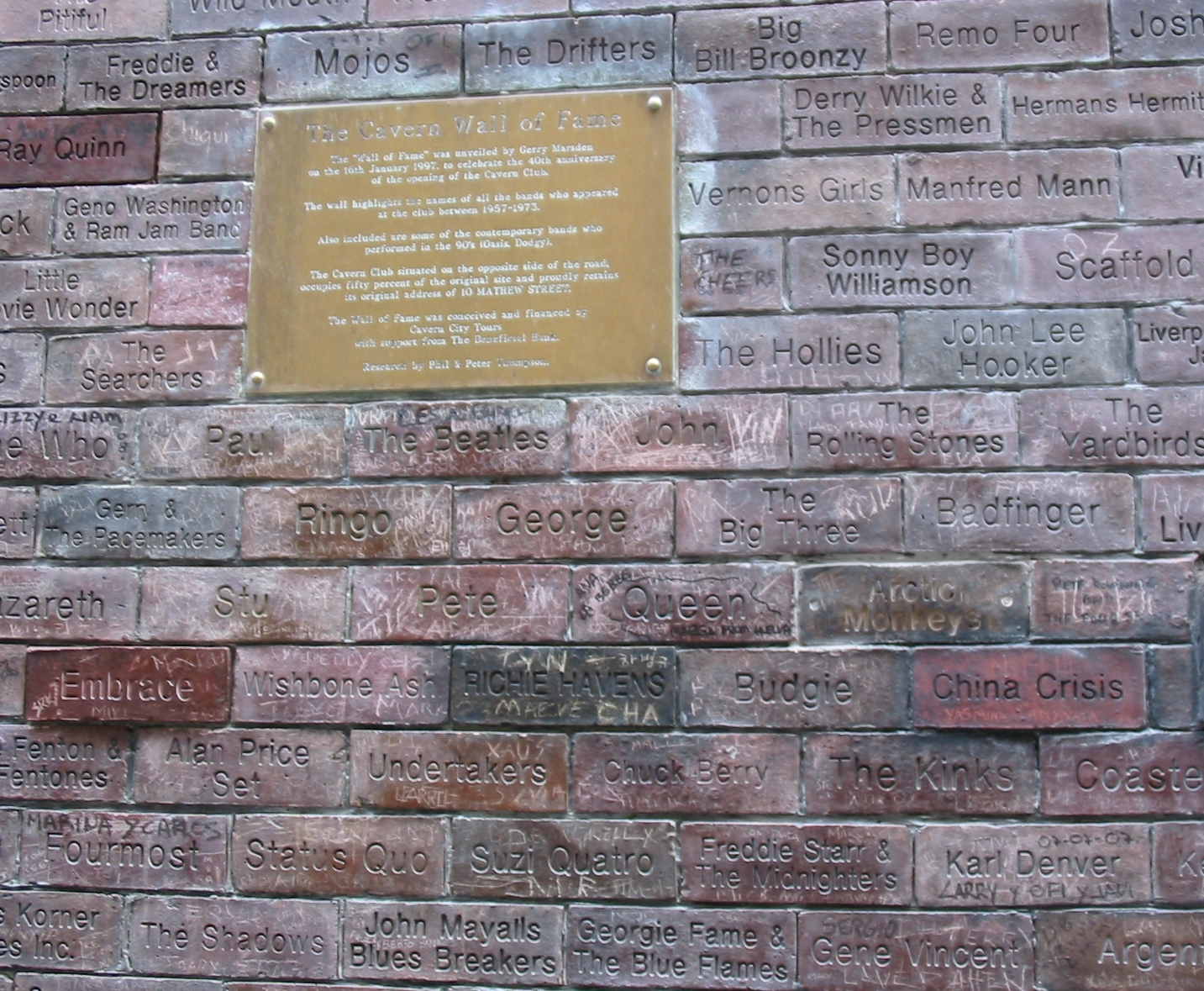
キャヴァーン・パブにあるキャヴァーン・ウォール・オブ・フェイム

キャヴァーン・クラブをモデルとしたクラブは、アメリカ合衆国テキサス州のダラス、アルゼンチンのブエノスアイレス、東京、オーストラリアのアデレード、ニュージーランドのウェリントン、カナリア諸島ランサローテ島のコスタ・テギセ(スペイン領)にある。2007年の映画『 アクロス・ザ・ユニバース 』の、ビートルズへのオマージュである冒頭シーンは、実際にキャヴァーン・クラブで撮影されたにもかかわらず、クラブの名は映画の中で言及されていない。
アメリカでは、ハードロックカフェチェーンがキャヴァーン・クラブの名を商標として登録している。1991年、ボストンに開店したハードロックカフェには、キャヴァーン・クラブを模したレンガ造りの地下室を備えており、地元のバンドが演奏する舞台も併設されていた。2006年にこの店舗は移転し、そこにも「キャヴァーン・クラブ」と称するライブ会場が併設されたが、リヴァプールのキャヴァーン・クラブとはもはや似ていない。2014年ハードロックカフェは、キャヴァーン・クラブの名称使用の差し止めを訴訟を起こされた。